# Атомный поезд
«Атомный поезд» (англ. Atomic Train) — телефильм 1999 года с Робом Лоу в главной роли.

## Сюжет
На железной дороге нередко возникают чрезвычайные ситуации. В Омахе, штат Небраска, сошёл с рельсов пассажирский поезд, несколько десятков человек получили серьёзные ранения. По счастливой случайности никто не погиб. В Далласе, штат Техас, грузовой состав чуть не столкнулся со школьным автобусом, застрявшим на рельсах. От катастрофы людей отделяли всего лишь доли секунды. Джон Сегер — сотрудник агентства по безопасности на транспорте, живущий в городе Денвер, штат Колорадо, как раз и должен был предотвращать подобные ситуации. Денвер — крупный транспортный узел, так что работы Джону хватало. Сегер не раз попадал в разные передряги. Но все они не идут ни в какое сравнение с тем, что произошло с поездом номер 642. Этот грузовой состав отправился из города Стиллуотер, штат Юта, в Денвер. Состав был небольшой и состоял всего из нескольких вагонов, однако перевозимый груз был весьма опасным: две платформы с химикатами и вагон с биомедицинскими препаратами. Поездом управляла бригада из пяти человек во главе с опытным машинистом Уолли.
В ночь перед злополучным рейсом к поезду подъехали двое неизвестных мужчин и погрузили на него ещё один ящик, в котором по мнению одного из них находится дорогая русская чёрная икра. Утром состав 642 отправляется в путь. Поезду открыт свободный путь до самого Денвера. По неизвестной причине на локомотиве случается пожар. Огонь удаётся погасить, но при этом сгорают тормоза и поезд начинает стремительно набирать скорость. Уолли связывается с железнодорожным диспетчерским пунктом Денвера и сообщает об аварийной ситуации. Вначале было предпринято решено остановить поезд, поставив на его пути песочный блок. Но состав лишь слегка замедлил скорость, а потом вновь начал стремительно её набирать. Затем диспетчера решают пустить поезд под откос, пока он движется по безлюдной местности и не представляет ни для кого опасности. Срочно вызванная бригада разбирает рельсы. Вскоре в диспетчерскую звонит один из мужчин, который погружал неизвестный ящик в поезд в ночь перед рейсом. Он сообщает, что именно в этом ящике находится русская атомная бомба. Диспетчера, опасаясь детонации бомбы, после схода поезда с рельс, приказывают бригаде дать составу двигаться дальше.
Сегер, узнавший о чрезвычайной ситуации, вылетает к месту событий на вертолёте. Он высаживается на поезд 4920, двигающийся в нескольких милях позади от состава 642. Джон планирует догнать «атомный поезд», сцепиться с ним и затормозить. Это удаётся сделать, но при торможении возникает перегрузка, ломается крепление сцепки и возникает ощутимая «трясучка». При этом один из помощников машиниста — Такер, не удержавшись падает на рельсы и попадает прямо под колёса состава 4920. Джону же удаётся перескочить на атомный поезд. С Сегером связывается офицер службы ядерной безопасности и просит его найти атомное оружие. Джон пробирается в вагон с химикатами и обнаруживает там ящик с бомбой, но сделать что-то он не в состоянии. Выбравшись из вагона и добравшись до локомотива, Сегер с помощью монтировки приводит в действие гидравлический тормоз, когда поезд начинает подниматься на перевал Джексона.
Тем временем Рэй, машинист поезда 4920 игнорирует по радио предупреждения диспетчеров на просьбы остановиться и вернуться обратно. Он планирует спасти членов бригады состава 642, при этом не подозревая, что атомный поезд начинает постепенно замедлять скорость. Рэй спохватился слишком поздно и его поезд таранит состав 642, при этом полностью разбивая последний вагон и убивая там одного из бригадиров — Эла. При столкновении гидравлика вышла из строя. Теперь атомный поезд мчится с горы прямо к Денверу и способа остановить его уже нет. Уолли приказывает своему молодому помощнику Стэну сойти с поезда, пока ещё есть время, что парень и сделал немедленно.
Уолли и Джон остаются на поезде одни. Машинист сгоряча предпринимает решение погибнуть вместе со своим поездом. Сегер, глядя на фотографию его внуков, отговаривает машиниста от этой затеи. И вскоре они оба также покидают поезд, который продолжает двигаться дальше. Военные разбирают рельсы в месте под названием поворот Миллера и именно здесь атомный поезд терпит крушение. Бомба не детонировала, однако вследствие разлива химикатов начинается пожар.
Инженер-ядерщик Рубен Кастильо проникает в нужный вагон, находит бомбу и начинает обезвреживать. Тем временем пилоты одного из вертолётов, принимавших участие в тушении пожара сбрасывают воду на металлический Натрий, вещество, воспламеняющиеся при соприкосновении с водой. Пожар разгорается ещё сильнее. Рубен сгорает заживо в вагоне, затем последовала серия взрывов и конце концов, бомба детонирует и разрушает часть города. Но этого оказывается мало, и по городу проходит мощный электромагнитный импульс, который лишает связи весь город. Но властям всё-таки удаётся установить с жителями Денвера контакт, и в конце фильма показывают, как город потихоньку отстраивают и жизнь людей начинает налаживаться.

## В ролях
| Актёр           | Роль                |
| --------------- | ------------------- |
| Роб Лоу         | Джон Сегер          |
| Кристин Дэвис   | Меган Сегер         |
| Эсай Моралес    | Норис Маккензи      |
| Джон Финн       | Уолли               |
| Мина Сувари     | Грейс Сегер         |
| Эрик Кинг       | Бо Рэндалл          |
| Блу Манкума     | Рубен Кастильо      |
| Дон С. Дэвис    | генерал Гарлан Форд |
| Эдвард Херрманн | Президент США       |
| Гарвин Кросс    | Элдон Джонс         |